# Amtsgericht Lieberose
Das Amtsgericht Lieberose war ein preußisches Amtsgericht mit Sitz in Lieberose, Provinz Brandenburg.

## Geschichte

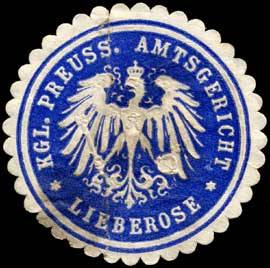
Siegelmarke des königlich preußischen Amtsgerichtes Lieberose

Ab 1849 bestand das Kreisgericht Lübben mit einer Zweigstelle („Gerichtskommission“) in Lieberose. Übergeordnet war das Appellationsgericht Frankfurt a. d. Oder. Im Rahmen der Reichsjustizgesetze wurden diese Gerichte aufgehoben und reichsweit einheitlich Oberlandes-, Land- und Amtsgerichte gebildet. Das königlich preußische Amtsgericht Lieberose wurde mit Wirkung zum 1. Oktober 1879 als eines von zwölf Amtsgerichten im Bezirk des Landgerichtes Cottbus im Bezirk des Kammergerichtes gebildet. Der Sitz des Gerichtes war die Stadt Lieberose. Sein Gerichtsbezirk umfasste aus dem Landkreis Lübben den Stadtbezirk Lieberose, die Amtsbezirke Doberburg, Lieberose und Groß Muckrow sowie die Gemeindebezirke Butzen, Byhleguhre, Neu-Byhleguhre, Byhlen, Mochow und die Gutsbezirke Butzen, Byhlen und Mochow aus dem Amtsbezirk Straupitz. Am Gericht bestand 1880 eine Richterstelle. Das Amtsgericht war damit ein kleines Amtsgericht im Landgerichtsbezirk.
Zum 1. Juli 1951 wurden das Amtsgericht Lieberose aufgelöst und sein Sprengel dem Amtsgericht Lübben (Spreewald) zugeordnet. Im Jahre 1952 wurden in der DDR die Amtsgerichte abgeschafft und stattdessen Kreisgerichte gebildet. Lieberose kam zum Kreis Beeskow, zuständiges Gericht war damit das Kreisgericht Beeskow. Das Amtsgericht Lieberose wurde auch nach dem Zusammenbruch der DDR nicht neu gebildet.